# 9814072356 (tal)
9814072356 är det naturliga talet som följer 9814072355 och som följs av 9814072357.

## Inom matematiken
- 9814072356 är ett jämnt tal.
- 9814072356 är det 99066:e kvadrattalet.
- 9814072356 är det 657:e och största distinkt-siffriga potenstalet (talföljd A075309 i OEIS).
- 9814072356 finns också i listan A090516 i OEIS, potenstal.